# Roy Tucker
Roy A. Tucker (* 1951, in Jackson, Mississippi, USA; † 5. März 2021 in Tucson, Arizona) war ein US-amerikanischer Astronom. Er galt als herausragender Entdecker von Asteroiden. Er hat zwischen 1996 und 2019 über 700 Himmelskörper – die meisten davon Asteroiden – identifiziert und mitentdeckt.

## Leben und Wirken
Tucker wuchs in Memphis (Tennessee) auf. Ab 1966 war er Mitglied in der Memphis Astronomical Society. Er erwarb einen Master an der Universität von Kalifornien in Santa Barbara. Er arbeitete als Ingenieur im Imaging Technology Laboratory der Universität von Arizona.
Im Jahr 1999 wurde zu seiner Ehrung ein 1997 von Paul G. Comba entdeckter Asteroid als (10914) Tucker benannt. 2002 wurde Tucker einer der fünf Wissenschaftler, die mit dem Gene Shoemaker Near Earth Object Grant ausgezeichnet wurden. Als seine wohl wichtigste Entdeckung gilt die Mitentdeckung des Asteroiden (99942) Apophis – damals bekannt unter seiner vorläufigen Bezeichnung 2004 MN4 –  zusammen mit David J. Tholen und Fabrizio Bernardi von der Universität von Hawaii. Der Asteroid wird am 13. April 2029 der Erde sehr nah kommen. Weiterhin war Tucker bei der Entdeckung zweier Kometen, 328P/LONEOS–Tucker und C/2004 Q1 (Tucker), aus der Jupiter-Familie beteiligt.

## Weitere Literatur
- Aguirre, Edwin L. 1999. Sentinel of the Sky – Armed with a Modest Telescope and CCD Camera, Tucson Amateur Roy A Tucker Joins the Ranks of Professional Astronomers Who Have Discovered Near-Earth Objects. Sky and Telescope. 97, no. 3: 76.
- CCD Precision Photometry Workshop, Eric R. Craine, Roy A. Tucker, Jeannette V. Barnes. CCD Precision Photometry Workshop: Proceedings of a Meeting Held at San Diego, California, USA, 6-7, June 1998. Astronomical Society of the Pacific conference series, v. 189. San Francisco, Calif: Astronomical Society of the Pacific, 1999. ISBN 1-58381-015-3.